# Gadu-Gadu
Gadu-Gadu (польск. — болтовня), также GG — проприетарный протокол и программа-клиент для мгновенного обмена сообщениями в одноимённой сети для Microsoft Windows. Разработана в Польше, там же пользовалась наибольшей популярностью: более 5 миллионов зарегистрированных учётных записей с ежедневной активностью порядка 2,5 миллионов. Первая версия вышла 15 августа 2000 года.
Gadu-Gadu финансируется за счёт показываемой рекламы. Как и в ICQ, пользователи идентифицируются порядковыми номерами. Существует некоторое количество расширений, обеспечивающих дополнительные возможности. Официальная версия содержит более 150 смайлов, возможна отправка офлайн-сообщений, обмен данными и VoIP. С версии 6.0 возможно SSL-защищённое соединение.
В 2008 году Gadu-Gadu стал первым мессенджером, с помощью которого была установлена связь с земной орбитой. Общение между польскими пользователями Интернета и космонавтами станции МКС с помощью программы Gadu-Gadu было приурочено ко дню 30-летия со дня полёта в космос единственного польского космонавта Мирослава Гермашевского 27 июня 1978 года.
После появления Facebook Messenger популярность Gadu-Gadu начала падать. В 2015 году коммуникатор был продан компании Xevin Investments, а в 2017 году его приобрела фирма England.pl.
По состоянию на 2018 год количество пользователей коммуникатора продолжает падать. По сообщениям польских СМИ, из-за анонимности, которую предоставляет мессенджер, программа пользуется популярностью среди пользователей сайтов знакомств, а также педофилов. 

## Неофициальные клиенты
Авторы Gadu-Gadu официально запрещают сторонним приложениям использовать их протокол для доступа к их серверам. Однако, несколько IM-клиентов всё же реализуют поддержку протокола:
- Клиенты на основе libpurple, как то:
  - Pidgin
  - Adium
- Miranda IM
- Kopete, клиент рабочего окружения KDE
- Empathy, клиент рабочего окружения GNOME